# Park U Plzeňské brány
Park U Plzeňské brány (dříve Hřbitov u Nejsvětější Trojice či Městský hřbitov) je městský park na území zrušeného městského hřbitova v Rokycanech. Nachází se na západním okraji nynějšího historického jádra města, mezi ulicemi Plzeňská a Jiráskova.

## Historie

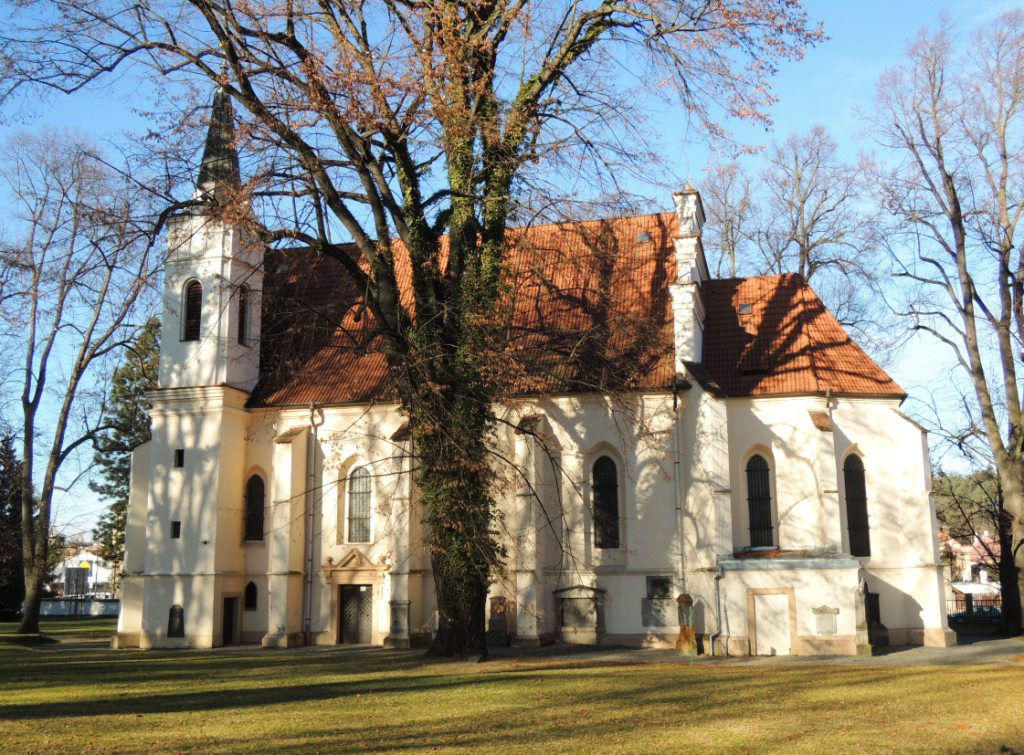
Kostel Nejsvětější Trojice sloužící po zřízení hřbitova jako hřbitovní kostel

### Vznik
Okolo roku 1609 byl před městskou hradební Plzeňskou bránou u cesty do Plzně vystavěn pozdně renesanční kostel Nejsvětější Trojice. Roku 1784 okolo něj vznikl nový městský hřbitov náhradou za rušená nejstarší pohřebiště v centru města, vztyčena byla brána a obvodová zeď. Založení bylo podníceno zákazem pohřbívání uprostřed sídel z téhož toku roku vydaným císařem Josefem II. V první polovině 19. století byl stavebně upraven, roku 1896 zde vznikla márnice. Židé z Rokycan a okolí byli pohřbíváni na novém židovském hřbitově zřízeném roku 1898 v severní části Rokycan.
Z důvodů rozrůstající se městské zástavby bylo rozhodnuto o založení nového městského hřbitova severně za městem, pohřbívat se u Nejsvětější Trojice přestalo roku 1931.
Podél zdí areálu hřbitova byla umístěna řada hrobek významných obyvatel města, pohřbeni jsou na hřbitově i vojáci a legionáři bojující v první a druhé světové válce.

### Po roce 1945
S odchodem téměř veškerého německého obyvatelstva města v rámci odsunu sudetských Němců z Československa ve druhé polovině 40. let 20. století zůstala řada hrobů německých rodin opuštěna a bez údržby. Roku 1966 bylo rozhodnuto o zrušení a likvidaci hřbitova, některé ostatky byly přeneseny na nový městský hřbitov, některé cenné náhrobky zůstaly na místě a prostor byl zatravněn. Po výrazných úpravách zde roku 2012 vznikl park U Plzeňské brány s informačními tabulemi o historii místa.
V Rokycanech se nenachází krematorium, ostatky zemřelých jsou zpopelňovány povětšinou v krematoriu v Plzni.

## Osobnosti pohřbené na hřbitově
- Jan Celestýn Künstler (1776–1805) – děkan
- Jan Baptista Nekola (1787–?) – rodák, zakladatel městských sociálních ústavů
- Johann Fitz – průmyslník (rodinná hrobka z roku 1900)
- Adalbert Kraft (hrobka z roku 1834)
- Hrobka rodiny Veselých